# Tashrib
Tashrib é uma sopa típica do Iraque, que pode ser feita com diferentes ingredientes, mas é sempre servida sobre pão-folha partido em pedaços. Em Bagdá, a tashrib é feita com grão-de-bico, carne e pão.   Na Espanha, há um iraquiano que faz uma tashrib com almôndegas de carne de vaca cozidas num molho branco e iogurte, servida sobre “pan de hojaldre” (massa folhada).  Finalmente, existe outra receita, normalmente servida ao fim de semana, de feijão-manteiga cozido em água e sal até ficar tenro, a que se misturam os pedaços de pão, deixando ensopar durante um minuto; serve-se em pratos e acompanha-se com ovos mexidos, cebolinho e pedaços de limão, que podem ser espremidos em cada prato; normalmente serve-se com iogurte frio como bebida. 